# دايفيد هوبز (لاعب دوري الرغبي)
دايفيد هوبز (بالإنجليزية: David Hobbs)‏ هو لاعب دوري الرغبي بريطاني، ولد في 13 سبتمبر 1958 في همسوورث ‏ في المملكة المتحدة.